# Jo Nitsch
Joanna „Jo“ Nitsch (* 18. März 1969) ist eine ehemalige britische Leichtgewichts-Ruderin. Sie war 1998 und 2001 Weltmeisterin.

## Sportliche Karriere
Jo Nitsch gewann ihre erste internationale Medaille bei den Weltmeisterschaften 1995 in Tampere. In der Besetzung Robyn Morris, Rachel Woolf, Juliet Machan und Jo Nitsch erkämpfte der britische Leichtgewichts-Vierer ohne Steuerfrau die Silbermedaille hinter dem Boot aus den Vereinigten Staaten und vor den Deutschen. Von fünf angetretenen Booten kamen nur diese drei Boote in die Wertung. Ein Jahr später bei den Weltmeisterschaften 1996 in Glasgow erreichten alle sechs am Finale teilnehmenden Boote die Wertung. Es siegten die Chinesinnen vor Patricia Corless, Robyn Morris, Malindi Myers und Jo Nitsch.
1997 trat Nitsch bei den Weltmeisterschaften 1997 auf dem Lac d’Aiguebelette im Leichtgewichts-Doppelvierer an und belegte den vierten Platz. 1998 gewann der britische Leichtgewichts-Doppelvierer mit Tegwen Rooks, Jo Nitsch, Sarah Birch und Jane Hall die Weltcup-Regatta in Hazewinkel. Bei den Weltmeisterschaften 1998 in Köln trat Jo Nitsch sowohl mit dem Leichtgewichts-Doppelvierer als auch mit dem Leichtgewichts-Zweier ohne Steuerfrau an. Während sie mit dem Doppelvierer den sechsten Platz belegte, gewann sie zusammen mit Juliet Machan den Titel im Zweier vor den Argentinierinnen Elina Urbano und Patricia Conte. 1999 siegte Jo Nitsch zusammen mit Malindi Myers bei der Weltcup-Regatta in Luzern. bei den Weltmeisterschaften 1999 trat Myers mit Jane Hall an. 2000 belegte Nitsch im Leichtgewichts-Doppelvierer den fünften Platz bei den Weltmeisterschaften in Zagreb.
2001 gewannen Sarah Birch und Jo Nitsch die Weltcup-Regatta in München im Leichtgewichts-Zweier ohne Steuerfrau. Bei den Weltmeisterschaften 2001 in Luzern siegten die beiden Britinnen vor dem Boot aus den Vereinigten Staaten und den Argentinierinnen. 2002 gewann der britische Leichtgewichts-Doppelvierer mit Tegwen Rooks, Alison Eastman, Jo Nitsch und Sarah Birch beim Weltcup in Luzern. Bei den Weltmeisterschaften in Sevilla ruderten die Britinnen auf den fünften Platz. Ein Jahr später verpasste Nitsch bei ihrer letzten Weltmeisterschaftsteilnahme 2003 in Mailand das A-Finale und belegte den siebten Platz mit dem Leichtgewichts-Doppelvierer.